# Eunice aequabilis
Eunice aequabilis är en ringmaskart som beskrevs av Grube 1878. Eunice aequabilis ingår i släktet Eunice och familjen Eunicidae. Inga underarter finns listade i Catalogue of Life.